# HMS Excellent (Marinestützpunkt)

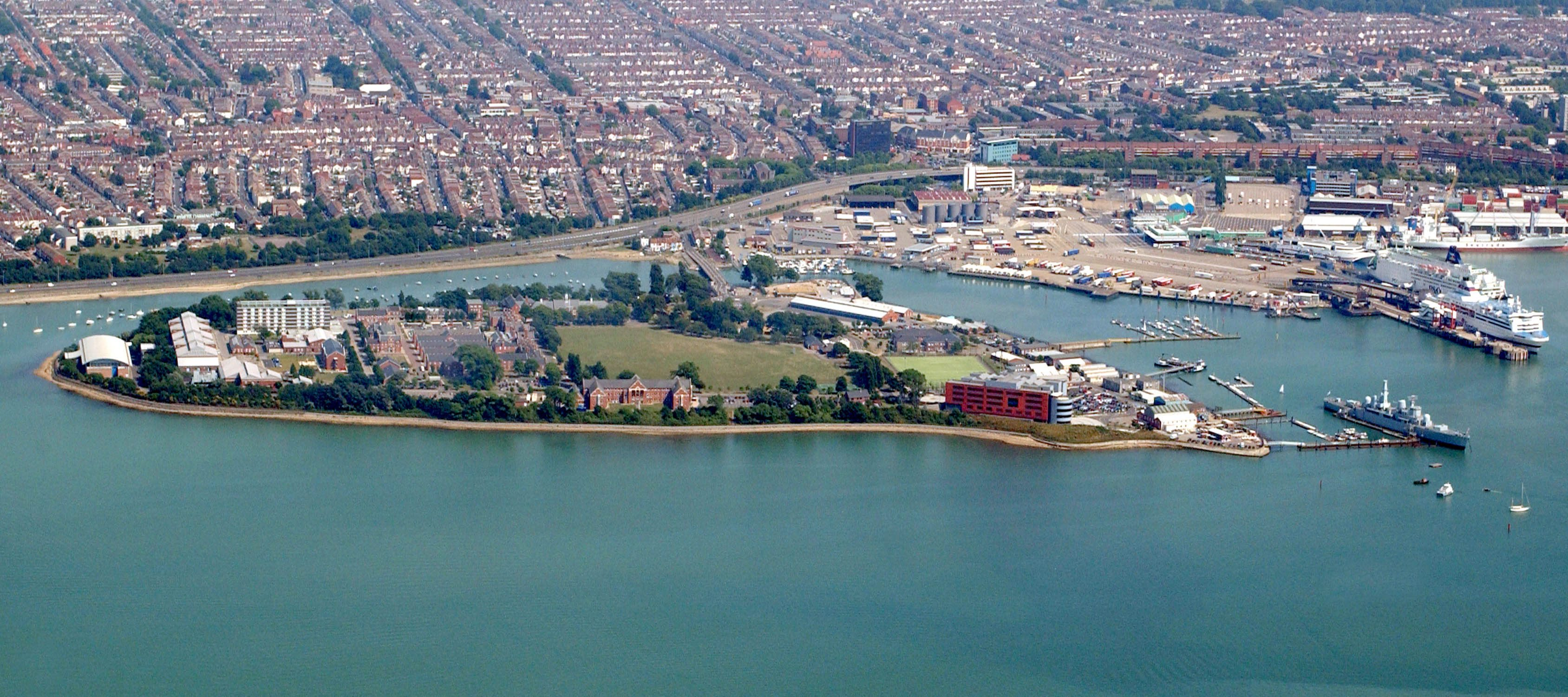
Luftbildfotografie von Whale Island mit dem Marinestützpunkt HMS Excellent, 2005

HMS Excellent ist ein Marinestützpunkt der Royal Navy auf Whale Island nahe Portsmouth (England).
Auf dem Stützpunkt befinden sich das Hauptquartier der Royal Navy und mehrere Ausbildungs- und Bildungsabteilungen. Die Geschichte des Stützpunkts reicht bis ins 19. Jahrhundert zurück, als eine Reihe von Schiffen im Hafen von Portsmouth den Namen HMS Excellent erhielten und als Marineschule für die Schiffsartillerie dienten. Zuvor war es Sache jedes einzelnen Kapitäns, für eine gute Ausbildung der Besatzung in der Schiffsartillerie zu sorgen.